# Draba jorullensis
Draba jorullensis är en korsblommig växtart som beskrevs av Carl Sigismund Kunth. Draba jorullensis ingår i släktet drabor, och familjen korsblommiga växter. Inga underarter finns listade i Catalogue of Life.